# Charles A. Buckley

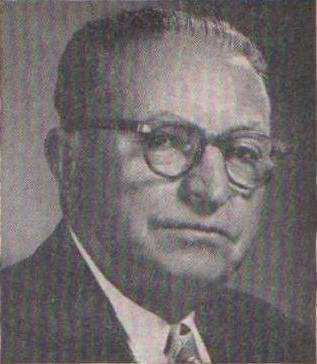
Charles A. Buckley

Charles Anthony Buckley (* 23. Juni 1890 in New York City; † 22. Januar 1967 ebenda) war ein US-amerikanischer Politiker. Zwischen 1935 und 1965 vertrat er den Bundesstaat New York im US-Repräsentantenhaus.

## Leben
Charles Anthony Buckley besuchte öffentliche Schulen. Er war ab 1914 Bauunternehmer und Bauherr. Zwischen 1918 und 1923 saß er im Board of Aldermen von New York City. Er wurde 1923 Tax Appraiser in New York – eine Stellung, die er bis 1929 innehatte. Zwischen 1929 und 1933 war er Kämmerer in New York City. Politisch gehörte er der Demokratischen Partei an.
Bei den Kongresswahlen des Jahres 1934 für den 74. Kongress wurde Buckley im 23. Wahlbezirk von New York in das US-Repräsentantenhaus in Washington, D.C. gewählt, wo er am 4. Januar 1935 die Nachfolge von Frank Oliver antrat. Er wurde viermal in Folge wiedergewählt. 1944 kandidierte er im 25. Wahlbezirk von New York für den 79. Kongress. Nach einer erfolgreichen Wahl trat er am 4. Januar 1945 die Nachfolge von Ralph A. Gamble an. Er wurde dreimal in Folge wiedergewählt. Bei den Kongresswahlen des Jahres 1952 für den 83. Kongress wurde er im 24. Wahlbezirk von New York in das US-Repräsentantenhaus gewählt, wo er am 4. Januar 1953 die Nachfolge von Isidore Dollinger antrat. Er wurde viermal in Folge wiedergewählt. 1962 kandidierte er im 23. Wahlbezirk von New York für den 88. Kongress. Nach einer erfolgreichen Wahl trat er am 4. Januar 1963 die Nachfolge von Jacob H. Gilbert an. Er erlitt bei seiner erneuten Wiederwahlkandidatur 1964 eine Niederlage und schied nach dem 3. Januar 1965 aus dem Kongress aus. Während seiner Kongresszeit hatte er den Vorsitz über das Committee on Pensions (78. und 79. Kongress) und das Committee on Public Works (82. sowie 84. bis 88. Kongress).
Er verstarb am 22. Januar 1967 in New York City. Sein Leichnam wurde dann auf dem Gate of Heaven Cemetery in Valhalla beigesetzt.